# وتینگ ویت بروم‌هیل
وتینگ ویت بروم‌هیل (به انگلیسی: Weeting-with-Broomhill) یک روستا و محله مدنی در بریتانیا است که در Breckland District واقع شده‌است. وتینگ ویت بروم‌هیل ۲۵٫۱۶ کیلومتر مربع مساحت و ۱٬۸۳۹ نفر جمعیت دارد.